# Mono no aware
Mono no aware (jap. 物の哀れ mono-no-aware) – smutek rzeczy, silny zmysł estetyczny, wrażliwość na piękno, docenienie ulotnej natury piękna, kategoria estetyczna sztuki japońskiej, wyrażająca melancholię przemijania i tradycyjną wrażliwość na tragizm przemijania rzeczy.

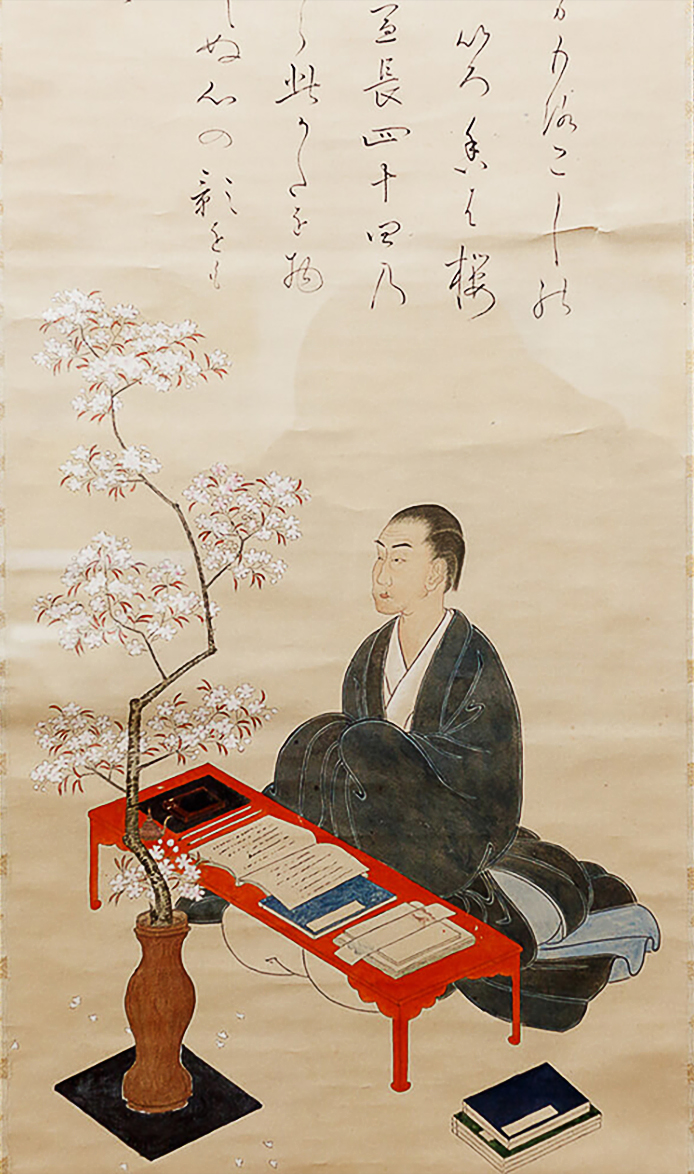
Norinaga Motoori, autoportret

Uczucie zachwytu i poruszenia na skutek kontaktu z małymi sprawami, przedmiotami, w którym to uczuciu człowiek czuje się zintegrowany ze światem zewnętrznym.
Mono no aware to literacki i estetyczny ideał kultywowany w okresie Heian (794–1185). Jego rdzeniem jest głębokie, empatyczne zrozumienie efemerycznego (krótkotrwałego) piękna przejawiającego się w naturze i życiu człowieka, i dlatego jest zwykle zabarwione nutą smutku, a w zależności od okoliczności może mu towarzyszyć: podziw, groza, strach, radość.
Pojęcie mono no aware, nierozerwalnie związane z estetyką okresu Heian, jest bardzo trudne do zdefiniowania, ponieważ jest wieloznaczne i w zależności od kontekstu różnie tłumaczone. Motyw ulotności życia i wyzwolenia przez śmierć, podejmowany w poezji stał się w okresie Heian konwencjonalnym zwrotem w konwersacji arystokratów. Melancholijna zaduma nad smutkiem egzystencji należała do dobrego tonu, świadczyła bowiem o wrażliwości uczuciowej jako atrybucie człowieka kulturalnego, który musiał odczuwać – lub udawać, że odczuwa – to, co właśnie nazywano wówczas mono no aware.
Ludzie najsilniej odczuwają mono no aware, kiedy dostrzegają związek między pięknem a smutkiem świata. Wrażliwego obserwatora doprowadza do łez piękno przyrody lub jego ucieleśnienie w sztuce, nie tylko dlatego, że samo w sobie jest takie wzruszające, ale dlatego, że w obliczu tego piękna człowiek ze szczególną ostrością uświadamia sobie efemeryczny charakter wszystkiego, co żyje na tym świecie.
Zrozumienie mono no aware ułatwił filozof Norinaga Motoori (1730–1801). W swoich pismach analizujących tę koncepcję zauważył, że jej doświadczanie oznacza głębsze delektowanie się życiem. Jest to oczyszczone i wzniosłe uczucie, bliskie najbardziej wewnętrznemu sercu człowieka i natury. Znaczenie mono no aware jest wszechstronne, ponieważ obejmuje całą gamę ludzkich emocji i może być postrzegane jako wartość humanistyczna, ale w rzeczywistym użyciu zwykle koncentruje się na pięknie nietrwałości i wrażliwym sercu zdolnym docenić to piękno.